# Ивакино (Можайский район)
Ивакино — деревня в Можайском районе Московской области в составе Юрловского сельского поселения. Численность постоянного населения по Всероссийской переписи 2010 года — 516 человек. До 2006 года Ивакино входило в состав Губинского сельского округа. В деревне действует церковь Димитрия Солунского 1814 года постройки.
Деревня расположена в южной части района, у границы с Калужской областью, примерно в 32 км к юго-западу от Можайска, на запруженной речке Синица — левом притоке реки Берега (приток реки Протва), высота центра над уровнем моря 237 м. Ближайшие населённые пункты — Алискино на севере, на противоположном берегу реки, Бычково в 3 км на юго-восток и Бараново в 4 км на юго-запад. Через деревню проходит региональная автодорога 46К-1130 Уваровка — Можайск.